# 근접 무기

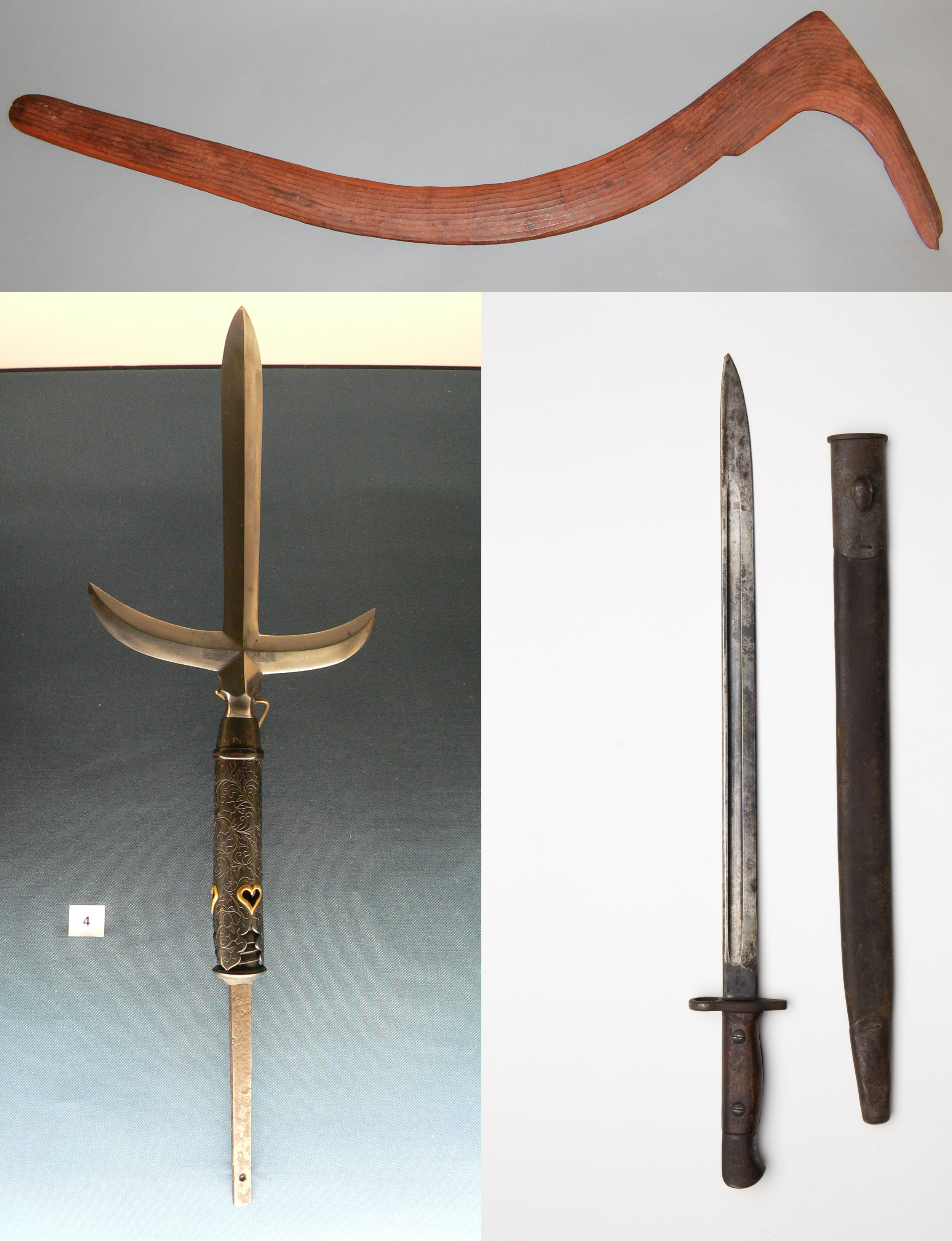
3개의 다른 근접무기, 전투용 부메랑 (둔기), 야리, 총검

근접 무기(近接武器)는 근접전에서 사용되는 모든  휴대 가능한 무기를 말한다. 대조적으로, 원거리 무기는 즉각적인 물리적 접촉이 아닌 거리에 있는 표적과 교전할 수 있는 다른 무기이다.

## 같이 보기
- 냉병기
- 무술 무기 목록
- 근접 전투